# Meister der Dominikanischen Bildnisse

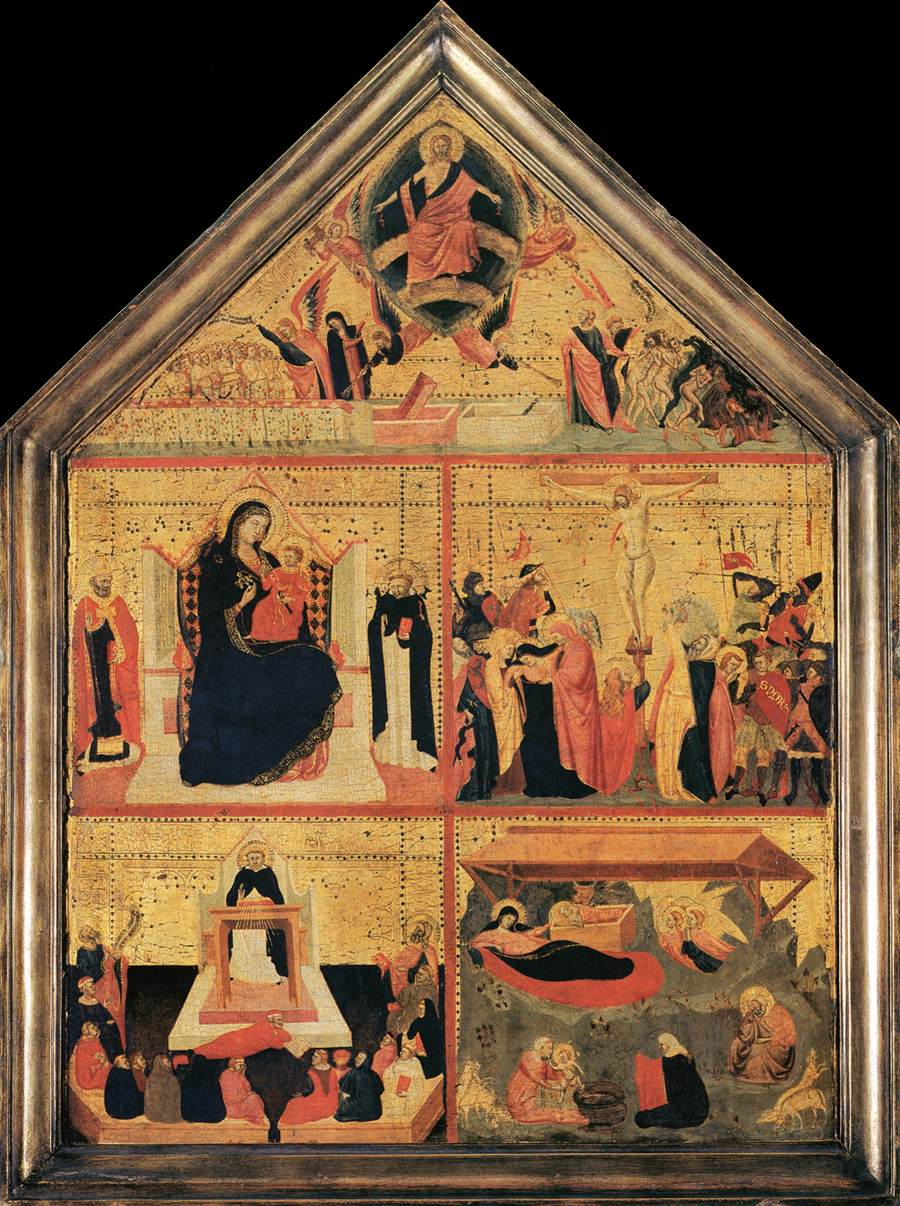
Meister der Dominikanischen Bildnisse, Fragment eines Triptychons, Florenz, um 1330

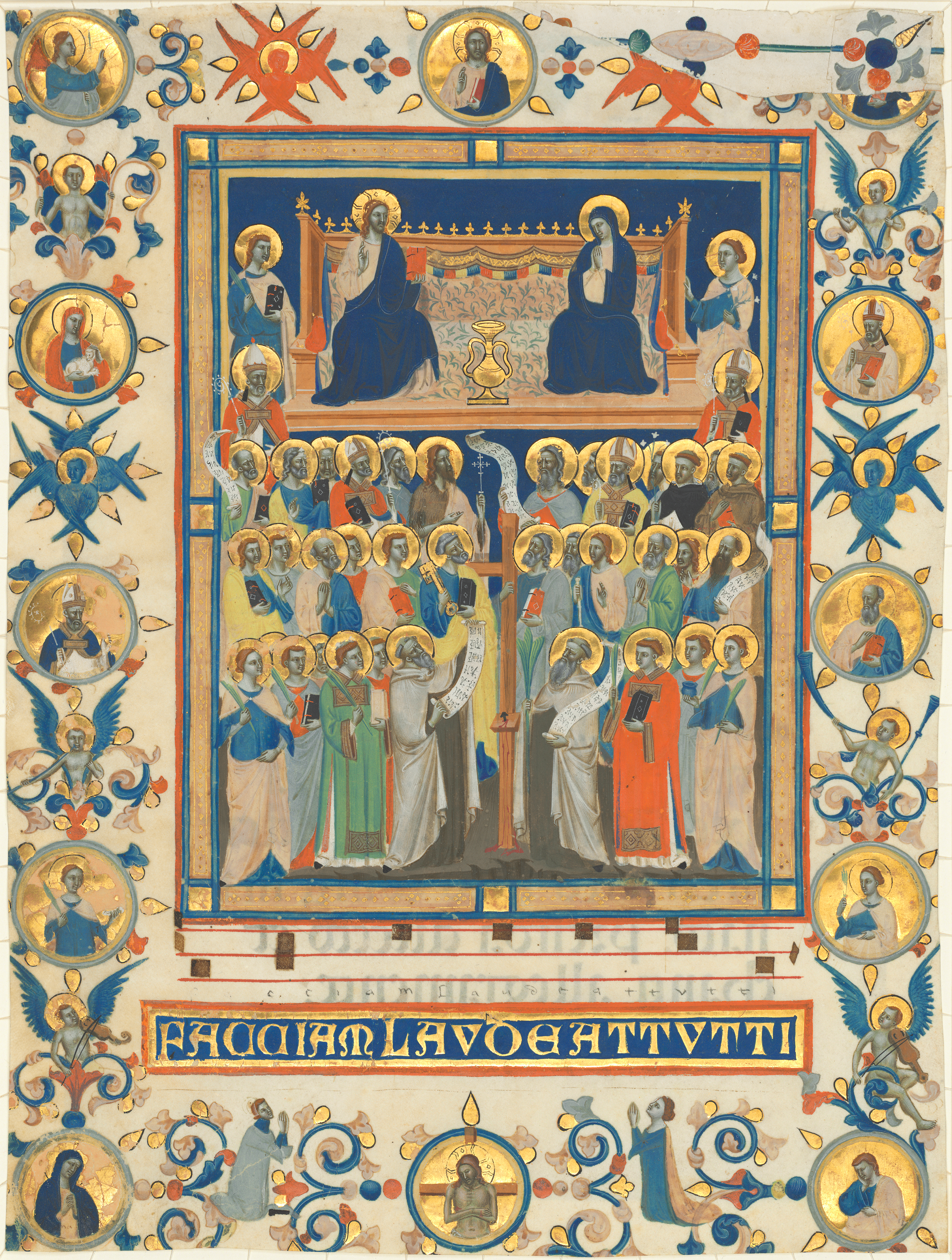
Meister der Dominikanischen Bildnisse, Buchmalerei, Florenz, um 1330

Als Meister der Dominikanischen Bildnisse (engl. Master of the Dominican Effigies) wird ein norditalienischer Buchmaler und Tafelbildmaler bezeichnet, der ungefähr zwischen 1325 und 1350 in Florenz tätig war. Der namentlich nicht bekannte Künstler erhielt seinen Notnamen nach einem seiner Bilder aus der Kirche Santa Maria Novella in Florenz, das Maria als Himmelskönigin umgeben unter anderem von siebzehn Dominikanischen Heiligen darstellt. Das Bild wird auf das Jahr 1336 datiert. 
Der Meister der Dominikanischen Bildnisse hat neben weiteren Tafelbildern wie einer Madonna mit vier Heiligen (heute in der Courtauld Gallery in London) auch an Miniaturen in Manuskripten gearbeitet. Er gilt als einer der wichtigen Buchmaler im Florenz seiner Zeit. Er soll im Stil und Bedeutung dabei ein Nachfolger von Pacino di Buonaguida sein, dem frühesten Maler, der die räumliche Bildauffassung Giottos in die Miniaturmalerei aufnahm. Jedoch ist im Werk des Meisters noch die ältere aus byzantinischer Ikonen- und italienischer Miniaturmalerei kommende Malweise erkennbar.
Es wurde in der Kunstgeschichte die These vertreten, der Meister der Dominikanischen Bildnisse sei mit dem Meister des Polyptychons der Capella Medici gleichzusetzen. Diese kontroverse Meinung konnte sich jedoch nicht durchsetzen. Auch seine Identifizierung mit Ristoro di Andrea ist umstritten.